# José de Saboya
José de Saboya (Giuseppe di Savoia; Turín, 5 de octubre de 1766 - Sácer, 29 de octubre de 1802) fue un príncipe de la Casa de Saboya.

## Biografía

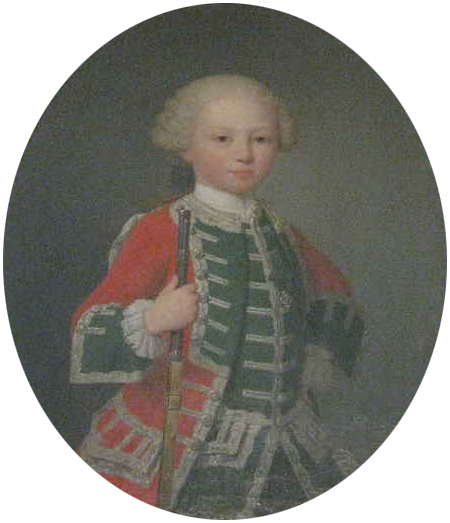
El príncipe José en su infancia.

El príncipe José nació el 5 de octubre de 1766 en el Palacio Real de Turín, durante el reinado de su abuelo Carlos Manuel III. Fue el duodécimo y último hijo de Víctor Amadeo, duque de Saboya (futuro Víctor Amadeo III) y de su consorte, la infanta española María Antonia de Borbón. Desde su nacimiento fue nombrado conde de Moriana, pero en 1796 le fue dado el título de conde de Asti. Por lado materno, era nieto del primer rey Borbón en España, Felipe V de España, y su esposa Isabel de Farnesio. Por lado paterno, era nieto del rey Carlos Manuel III de Cerdeña y Polixena Cristina de Hesse-Rotenburg. Fue hermano menor de los reyes Carlos Manuel IV, Víctor Manuel I y Carlos Félix. Sus hermanas María Josefina y María Teresa fueron nueras del rey Luis XV de Francia, a través de sus matrimonios con Luis XVIII y Carlos X, respectivamente. Otra de sus hermanas, María Carolina, contrajo matrimonio con el rey Antonio I de Sajonia. En 1773, tras la coronación de su padre, fue el sexto en la línea de sucesión al trono de Cerdeña. 
En 1795, junto con su hermano Carlos Félix, adquirió la disputa de Govone por un millón de liras. En 1796, según el Tratado de Kera entre el Reino de Cerdeña y la República Francesa, el Ducado de Saboya cedió a esta última. Por este motivo, el príncipe perdió el título de Conde de Moriana y recibió, en su lugar, el título de Conde de Asti.
Durante las guerras franco-sardas, José comandó el regimiento Mauricio con el rango de coronel en el ejército real saboyano. En relación con la ocupación por el ejército de la república francesa de los territorios del reino de Cerdeña en el continente, el príncipe se vio obligado a abandonar su tierra natal con el fin de escapar de la amenaza de Napoleón Bonaparte, huyó a Cerdeña con sus hermanos Víctor Manuel, Carlos Félix y Mauricio, donde vivieron un tiempo en el Palacio de Carcassona. Su hermano Carlos huyó a Roma, mientras que José y sus dos hermanos permanecieron en Cerdeña. En marzo de 1799, el hermano de José, el rey Carlos Manuel IV, lo nombró comandante de la milicia de caballería sarda. El 29 de agosto del mismo año, el príncipe fue designado con el rango de general como comandante en jefe de la infantería real y la caballería en la región de Kalari.
El 2 de septiembre de 1799, tras la muerte del hermano de Mauricio, el príncipe fue nombrado gobernante de Sácer y la región de Logudoro. Durante su reinado, patrocinó a los artistas, a sus expensas pagó becas a los sardos que estudiaban en el continente, expandió significativamente los fondos de la biblioteca de la universidad.
En octubre de 1800, Carlos Félix le dio instrucciones de reprimir los levantamientos antifeudales en Tiesi y Santo Lussurgia, pero no estaba satisfecho con las acciones de José, ya que las consideraba demasiado moderadas. En mayo y junio de 1802, el príncipe fue enviado a restaurar el orden en el área de Gallur después de un fallido levantamiento republicano. Los últimos disturbios en la isla fueron reprimidos en septiembre del mismo año. 
El 29 de octubre de 1802, José enfermo repentinamente de malaria y murió después de haber sufrido un ataque de convulsiones.  Cayó enfermo tras participar en la procesión de San Gavino, presidida por la Cofradía de la Oración y Muerte de Santiago. El príncipe fue enterrado en la Catedral de San Nicolás de Sácer. En 1807, Carlos Félix erigió un monumento del escultor Felice Fest sobre la tumba de su hermano. 
Murió soltero y sin hijos.

## Títulos y tratamientos
| ● 13 de diciembre de 1762-19 de junio de 1796: | Su alteza real el conde de Moriana |
| ● 19 de junio de 1796-29 de octubre de 1802:   | Su alteza real el conde de Asti    |